# パラグアイ共産党

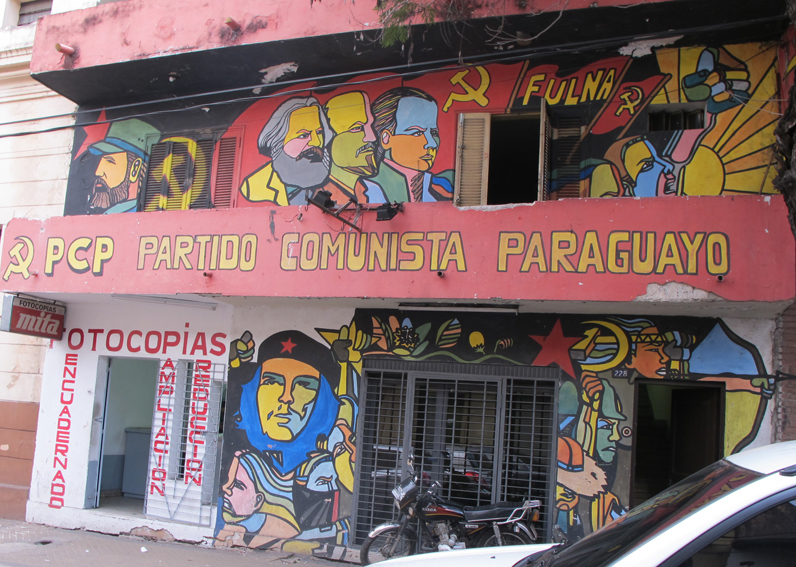
アスンシオンに所在する党の事務所

パラグアイ共産党(西: Partido Comunista Paraguayo)とはパラグアイの共産主義政党である。1928年2月19日に設立された。後に共産主義インターナショナルのセクションとして認められた。軍事政権時代は激しい弾圧を受け、1936年と1946年-1947年の短い期間のみ合法政党であった。1989年のアルフレド・ストロエスネル政権崩壊後は再び合法政党となった。
1967年に党は分離し、親中国派はパラグアイ共産党 (マルクス・レーニン主義派)を立ち上げた。
PCPは2002年に左翼連合(IU)を設立した際のメンバーだったが、この組織からは2003年に脱退した。しかしながらPCPの一部である, Movimiento por la Recuperación Democrática del Partido Comunista Paraguayoは引き続きIU内で活動することを選択した。選挙戦略と候補者選定に関する相違を理由に脱退した。
現在の書記長はナヘーブ・アマード（2007年～）。
PCPは Adelante! (前進！)を出版している。